# 吳士琇
吳士琇（？—1646年），字君玉，太平府當塗縣人，明朝、南明政治人物。

## 生平
吳士琇是黃道周的弟子，自恩貢出身，獲授徽州訓導，使地方士子明白節操。清兵逼近，他署任知縣；不久城池失守，他謁見黃道周，得推薦擔任職方主事、軍前監紀。很快他未能收復祁門，與兒子吳子祺及僕人在齊雲山戰敗。隆武二年（1646年）正月，黃道周經過徽州，雷雨下了三天三夜，他對兒子說：「皇天一定是為黃先生震怒了！」於是絕食而死，屍體送到南京，眼睛動了十天才停止，南明朝廷追贈郎中。

## 引用
1. 1 2  錢海岳《南明史·卷四十·列傳第十六》：士琇，字君玉，當塗人。恩貢。授徽州訓導，教士大節。清兵迫，署知縣，城陷，謁道周，薦職方主事、軍前監紀……
2. ↑  錢海岳《南明史·卷四十·列傳第十六》：（隆武）二年正月，（黃道周）過徽州，雷雨三晝夜，門人吳士琇呼其子祺生曰：「皇天震怒，殆為黃先生乎！」因不食死。……復祁門不克，與子祺生及奴戰敗齊雲山下，臂折不屈同死。傳首南京，目動十日乃止。贈郎中。